# André Devaux (Romanist)
André Devaux (* 20. Juni 1845 in Saint-Didier-de-la-Tour, Département Isère; † 31. Januar 1910 in Rom) war ein französischer Latinist und Romanist.

## Leben und Werk
Der Abbé (später Monseigneur) Devaux lehrte ab 1877 an der Faculté catholique des lettres von Lyon lateinische Literatur, wurde 1898 Dekan und 1906 Rektor seiner Hochschule. Er promovierte 1892 in Grenoble mit der romanistischen Thèse de doctorat Essai sur la langue vulgaire du Dauphiné septentrional au Moyen Age (Paris 1892) und hinterließ Textausgaben und dialektologische Studien, die von Jules Ronjat, Antonin Duraffour und Pierre Gardette herausgegeben wurden.

## Weitere Werke

### Zu Lebzeiten
- De l’étude des patois du Haut-Dauphiné. Grenoble 1889
- Etymologies lyonnaises. In: Bulletin de la Société de géographie. Lyon 1900

### Postum
- Comptes consulaires de Grenoble en langue vulgaire (1338–1340), publiés avec un lexique et un index des noms propres par Mgr A. Devaux. Vervollständigt und mit einer Einleitung versehen von Jules Ronjat. Montpellier 1912

#### Mit Antonin Duraffour und Pierre Gardette
- Les patois du Dauphiné. Lyon 1935
- Dictionnaire des patois des Terres Froides. Mâcon 1935
- Atlas linguistique des Terres Froides. Lyon 1935